# Frede Nielsen
Pour les articles homonymes, voir Nielsen.
Frede Nielsen, né le 5 mai 1891 à Ålsø (Danemark) et mort le 16 juin 1954 à Sønderborg (Danemark), est un homme politique danois, membre des Sociaux-démocrates, ancien ministre et ancien député au Parlement (le Folketing).